# Komama
Komama (lateinisch Comama) war eine antike Stadt in der kleinasiatischen Landschaft Pisidien beim heutigen Ürkütlü im Landkreis Bucak in der türkischen Provinz Burdur.
Komama erscheint zuerst in späthellenistischer Zeit, als die Stadt eigene Münzen prägte. Unter Augustus wurde sie etwa im Jahr 6 v. Chr. zur römischen Kolonie Colonia Iulia Augusta Prima Fida Comama, die auch im 2. und 3. Jahrhundert n. Chr. Münzen prägte. In der Spätantike war Komama Sitz eines Bischofs; auf das Bistum geht das Titularbistum Comama der römisch-katholischen Kirche zurück.
Nur wenige archäologische Reste der Stadt haben sich erhalten, insbesondere in Form von Spolien in den umliegenden Dörfern.